# Flekkefjord Fotballklubb
Il Flekkefjord Fotballklubb è una squadra di calcio norvegese di Flekkefjord, la società calcistica più antica della Norvegia meridionale, essendo stata fondata nel 1905. Milita nella 4. divisjon, quinto livello del calcio norvegese.
Giocò le prime tre edizioni del campionato di massima divisione norvegese, nelle stagioni 1937-1938, 1938-1939 e 1947-1948. Successivamente, militò nelle serie inferiori.

## Allenatori
- 1985-1986  Mike Speight
- 2011-2012  Leif Tsolis

## Palmarès

### Altri piazzamenti
- 4. divisjon:

Secondo posto: 2015